# Ali Ilyas
Sheikh Ali Ilyas (kurmandschi Şêx Ali Ilyas, geboren 1979 in Sheikhan) ist der derzeitige Baba Scheich der Jesiden.
Ali Ilyas wurde im November 2020 in der Heiligenstätte der Jesiden Lalisch im Norden des Iraks zum Baba Scheich der Jesiden geweiht. An der Zeremonie nahmen über 5000 Jesiden teil.